# Erioptera yukonensis
Erioptera yukonensis är en tvåvingeart som beskrevs av Alexander 1955. Erioptera yukonensis ingår i släktet Erioptera och familjen småharkrankar. Inga underarter finns listade i Catalogue of Life.